# Pseudopilanus kuscheli
Espèce
Pseudopilanus kuscheli est une espèce de pseudoscorpions de la famille des Chernetidae.

## Distribution
Cette espèce est endémique du Chili. Elle se rencontre dans les régions du Biobío, de Santiago et de Valparaíso.

## Description
Le mâle holotype mesure 1,5 mm et la femelle paratype 2 mm.

## Étymologie
Cette espèce est nommée en l'honneur de Guillermo Kuschel.

## Publication originale
- Beier, 1964 : Die Pseudoscorpioniden-Faunas Chiles. Annalen des Naturhistorischen Museums in Wien, vol. 67, p. 307-375 (texte intégral).